# Phil Thompson
Philip Bernard Thompson, detto Phil (Liverpool, 21 gennaio 1954), è un allenatore di calcio ed ex calciatore inglese, di ruolo difensore.

## Caratteristiche tecniche
È stato un difensore centrale.

## Carriera

### Club
Perno della difesa del Liverpool dove è stato titolare indiscusso per oltre un decennio fino al 1984, riuscendo a vincere praticamente tutto con la maglia dei Reds sia in patria che in Europa.
Ha concluso la carriera nel 1986 dopo aver giocato le ultime due stagioni con lo Sheffield United.

### Nazionale

Thompson (in piedi, secondo da sinistra) con l'Inghilterra a Euro 1980

Ha debuttato nella Nazionale maggiore inglese nel 1976.
Ha fatto parte della spedizione agli Europei del 1980 e poi ai Mondiali spagnoli del 1982. Ha collezionato complessivamente 42 presenze segnando una rete.

## Dopo il ritiro
Rimasto nell'ambiente del Liverpool, ha svolto l'incarico di manager della squadra per sei mesi tra il 2001 ed il 2002, sostituendo il tecnico Gérard Houllier che fu costretto a lasciare la panchina per diverso tempo a causa di problemi di salute.
Dopo aver lasciato lo staff dei Reds nel 2004 ha iniziato a lavorare come commentatore per Sky.

## Palmarès

### Giocatore

#### Competizioni nazionali
- Campionato inglese: 7

Liverpool: 1972-1973, 1975-1976, 1976-1977, 1978-1979, 1979-1980, 1981-1982, 1982-1983
- Coppa d'Inghilterra: 1

Liverpool: 1973-1974
- Charity Shield: 6

Liverpool: 1974, 1976, 1977, 1979, 1980, 1982
- Coppa di Lega inglese: 3

Liverpool: 1980-1981, 1981-1982, 1982-1983

#### Competizioni internazionali
- Coppa dei Campioni: 3

Liverpool: 1976-1977, 1977-1978, 1980-1981
- Coppa UEFA: 2

Liverpool: 1972-1973, 1975-1976
- Supercoppa UEFA: 1

Liverpool: 1977

### Allenatore

#### Competizioni nazionali
- Coppa d'Inghilterra: 1

Liverpool: 2000-2001
- Coppa di Lega inglese: 1

Liverpool: 2000-2001

#### Competizioni internazionali
- Coppa UEFA: 1

Liverpool: 2000-2001